# Steinach, Ortenau
Steinach là một thị xã ở huyện Ortenau trong bang Baden-Württemberg nước Đức. Đô thị Steinach, Ortenau có diện tích 33,33 km².